# 21483 Abdulrasool
21483 Abdulrasool (1998 HJ134) là một tiểu hành tinh vành đai chính được phát hiện ngày 19 tháng 4 năm 1998 bởi Nhóm nghiên cứu tiểu hành tinh gần Trái Đất phòng thí nghiệm Lincoln ở Socorro.